# Edward Witten
Edward Witten (* 26. srpna 1951 Baltimore) je jedním z nejvýznamnějších žijících fyziků a zřejmě vůbec nejcitovanějším z nich (má nejvyšší tzv. Hirschův index).

## Život
Ve dvaceti absolvoval na Brandeisově univerzitě v Bostonu bakalářské studium historie s vedlejším zaměřením na lingvistiku. Roku 1976 získal doktorát z teoretické fyziky.
Zabývá se teorií superstrun k níž přispěl velkou měrou; je označován za architekta tzv. druhé superstrunné revoluce. V současné době je profesorem na Institute for Advanced Study.
Je držitelem mnoha ocenění, mimo jiné Fieldsovy medaile za rok 1990 a Crafoordovy ceny v roce 2008. Objevil se také v seznamu sta nejvlivnějších lidí roku 2004 podle časopisu Time.